# Essivus-formalis
Essivus-formalis lub formativus – w języku węgierskim przypadek, który określa pozycję, zadanie, stan (np. "jako turysta"), albo sposób bycia (np. "jako zabita krowa"). Ten przypadek jest oznaczony przez przyrostek -ként.
Stan przyrostka -ként w deklinacji języka węgierskiego był kwestionowany wcześniej przez kilka powodów. Po pierwsze, przyrostki węgierskich przypadków muszą zawsze występować na końcu wyrazu, a -ként pozwala na dalsze wstawianie przyrostków przez przyrostek locativusa -i (chociaż ten przyrostek może pojawiać się po innych przyrostków przypadków, np. -ban/-ben w nagybani; był bardziej rozpowszechniony aż do początku XX wieku, np. ágy(tól) és asztaltóli elválasztás). Po drugie, większość przyrostków przypadków w języku węgierskim biorą udział w harmonii samogłosek, ale -ként nie bierze udziału (jego późny rozwój czyni to zrozumiałym). Przez te powody, wiele wczesnych analiz systemu przypadków języka węgierskiego nie uważało, żeby essivus-formalis był przypadkiem. Np. A magyar esetrendszer (1961 r.) László Antala.
Pomimo tego, przyrostek -ként spełnia kryteria na bycie jednym z przypadków języka węgierskiego ustawionych przez współczesnych opisowych gramatyk, mianowicie, że może pojawić się jako argument czasownika określony w swojej formie, np. kezel (vmi)ként ('traktować, traktować jak...') itd. Dlatego, essivus-formalis jest uważany za jeden z osiemnastu przypadków języka węgierskiego.